# The Audience's Listening
The Audience's Listening é o primeiro álbum solo lançado pelo DJ e produtor Cut Chemist.
"The Audience is Listening Theme Song" (a faixa final de The Audience's Listening) foi usada um uma propaganda da Apple Inc. para seu iPod nano.

## Faixas
1. "Motivational Speaker" - 1:48
2. "(My 1st) Big Break" - 4:30
3. "The Lift" - 1:25
4. "The Garden" - 6:16
5. "Spat" - 2:21
6. "What's The Altitude" - 4:23
7. "Metrorail Thru Space" - 3:56
8. "Storm" - 3:28
9. "2266 Cambridge" - 2:34
10. "Spoon" - 5:31
11. "A Peak in Time" - 4:52
12. "The Audience Is Listening Theme Song" - 2:20

## Samples
(My 1st) Big Break
- "School For Robots" por Bruce Haack
- "Immer Lusting" por Guru Guru

The Lift
- "Thoughts In Time" por Harley Toberman

The Garden
- "Berimbau" por Astrud Gilberto

Spat
- "Tribal Jam" por X Clan

Whats The Altitude
- "Big Footin" por Parliament
- "Sea Of Time" por Curtis Knight

Storm
- "Paid In Full" por Eric B. & Rakim
- "Uranian Willy/Towers Open Fire" por William S. Burroughs

Spoon
- "Usta Me Ogrzej" por by Breakout

A Peak In Time
- "Dois Mil E Um" por Gilberto Gil

The Audience Is Listening Theme Song
- "Jimmy James" por Beastie Boys